# ゴスロリ少女探偵団 ラジオ日誌
『ゴスロリ少女探偵団 ラジオ日誌』（ゴスロリしょうじょたんていだん ラジオにっし）は、テレビアニメ作品『Saint October』関連のインターネットラジオ番組。音泉にて配信。
出張版（『ゴスロリ少女探偵団ラジオ日誌 ロリ真剣!超オクト場』）もこれにあわせて放送。本稿では、出張版についても記述する。

## パーソナリティ
ゴスロリ少女探偵団（片岡あづさ、福井裕佳梨、小林ゆう）

## 概要
2007年3月6日開始、毎週火曜日配信、同年11月27日の配信をもって終了、全39回。収録は2本撮り（公式サイトのゴスロリ少女探偵団交換日誌より）。基本的に45分番組であるが、それよりも長くなることも多い（15回目は放送時間が56分となった）。

## コーナー

### 番組終了時点のコーナー
交換ラジオ日誌（第2回から開始）
オープニング前のコーナー。
セイントオクトーバー公式ページの「ゴスロリ少女探偵団 交換日誌」のラジオ版。
オープニング
日誌の感想など、雑談コーナー。
ヲタロリコーナー
リスナーからのメールを紹介するお便りのコーナー。コーナー名はお便りとヲタ、ロリを掛けている。
ちなみに、ヲタロリコーナー以外のお便りは番組内では普通にお便りと言っている。話が盛り上がり、お便りが1枚しか読まれないこともしばしばある。
RED WILD（第27回より開始）
リスナーから送られてきたワイルドな事全般を発表するコーナー。
ローリ　ローラー　ローレスト（第27回より開始）
ランキングのお題をリスナーから募集し、そのお題に沿ったランキングベスト3を発表するコーナー。
探偵団調査報告会
セイントオクトーバーに関連するグッズ、イベントなどの情報を紹介するコーナー。
途中から、このコーナーの終わりとエンディングの間に1曲挟むようになった。
エンディング
締めの挨拶は「ロリ○○～」である。
- ○○の中は1-26回では各国での「さようなら」という挨拶の言葉が入っていたが、27回以降、お笑い芸人のギャグが入っている。

### 過去のコーナー
ジャッジメント！（1～26回）
葉山小十乃が変身した姿、黒ロリの剣技「ジャッジメント」でリスナーの犯した罪や穢れを清めるコーナー。リスナーの罪のメールを読んだ後、黒ロリがコメントして「ジャッジメント」する。このコーナーには片岡は登場せず、代わりに黒ロリが登場する。
第25回放送で黒ロリがいなくなり（彼女曰く、「探さないでください」とのこと）、第26回では赤ロリが代理を務めた。
日本のタロット（1～25回、ただし第1回はコーナー紹介のみ）
セイントオクトーバーで出てくる重要アイテム、タロットカードにちなんで「愚者」から順番に日本のタロットを募集、紹介するコーナー。カードによっては、某ノートの持ち主を候補に挙げるメールが多く届いたこともあった。
タロットカードが一巡した後、このコーナーはタンク君（後述）の恋人決めなどのコーナーになった。

### 主題歌

#### オープニングテーマ
- 第1回〜26回 - Wheel of fortune（歌 - ゴスロリ少女探偵団（Saint Octoberのオープニングテーマと共通））
- 第27回〜39回 - リアルなFantasy（歌 - ゴスロリ少女探偵団（「キャラクターベストアルバム1　らぶらぶカクテル」収録曲））

#### エンディングテーマ
- 第1回〜13回 - 未知なる場所へ（歌 - 福井裕佳梨（Saint Octoberの第1クールエンディングテーマと共通））
- 第14回〜26回 - 空のコトバ（歌 - 小林ゆう（Saint Octoberの第2クールエンディングテーマと共通））
- 第27回〜38回 - Good-bye Day（歌 - ゴスロリ少女探偵団（「キャラクターベストアルバム2　涙のペンダント」収録曲））
- 第39回 - Mellow Stereo（歌 - ゴスロリ少女探偵団（シングルCD「Wheel of fortune」のカップリング曲））

## ゴスロリ少女探偵団ラジオ日誌 ロリ真剣！超オクト場
ゴスロリ少女探偵団ラジオ日誌 ロリ真剣！超オクト場（― ろりしんけん ちょうおくとば）は、当番組の出張版である。コナミのセイントオクトーバー公式ページでのみ配信（音泉で放送されるラジオ日誌には収録されていない）。番組名はNHKの番組真剣10代しゃべり場のパロディであり、アニメのサブタイトルの形式にも則っている。あるテーマについて雑談や感想を述べる番組である。番組名や公式ページには「真剣」という文字があるが、赤ちゃんの真似をして話すなど、真剣でない。また、これを聞いたからといってセイントオクトーバーの新情報が得られるというわけでもない。
しかし、このコーナーを楽しみにしているリスナーも数多く存在しており、セイントオクトーバーのイベントでも出張版の出張版として行われた。
- このコーナーのしゃべり方は独特のものがある（例 - ロリを語尾につけて話す、わざと赤ちゃん言葉になる）
  - 初期は何をしゃべっているか分からないが、最近はあまりそのような傾向が見られないので比較的話の内容が理解しやすくなっている。
- 最初の頃、小林は後半しか喋らなかった。
- 番組の最後はいびきで終わっていることが多い。
  - いびき中に何かが聞こえることもある。

### 出張版の概要
- 2007年3月8日開始、毎週木曜日配信、同年11月29日の更新をもって終了、同年12月28日までの配信、全39回。
  - 毎週、ラジオ日誌の後に収録しており、2～3本まとめて撮られる。（公式サイトのゴスロリ少女探偵団交換日誌より）
    - ただし、盆の関係からか、8月16日分は翌日の17日に配信された。
- 5分番組
- 同時期に同じ音泉で配信されていたコナミのアニメ「スカイガールズ」のラジオ番組「はばたけ!スカイガールズ ラジオ」でも「ラジオ! スカイガールズ スクランブル」というミニ番組が、同じくアニメ公式サイト側で配信されるという同一の形態をとっている。

## 雑記
- 本編、出張版両方とも声質からか一部聞こえにくい部分もある（特に小林の声が聞こえにくい）ので注意。
- 第7回から14回まで、福井裕佳梨がはしかのため休んでいた（現在は復帰）。
- 毎週1回ずつ録っているが、メールを出す場合は2週間後のテーマであるとちょうどよい。
- 第26回の終わりがアニメの最終回と同じ演出だったことと、放送回数が26回できりがいい事、それに音泉のラジオ日誌のコメントに終了を匂わせるコメントが載せてあったため、終了したと勘違いしたリスナーが多数いた。しかし、その2日後に音泉のページで新コーナーのタイトルが掲載され、27回以降も続くことが分かった。第27回の冒頭ではリスナーからのメールを紹介し、それが演出であることを説明し、続くことが発表された。
  - ちなみに、本編や出張版では「最終回」という言葉を使用していない。

## 当番組から生まれたキャラクター
当番組内だけでなく、セイントオクトーバーのイベントでよく話題になるキャラクターである。
- 小森さん
  - リスナーのメールで小林を小森と誤記したのがきっかけに、小林ゆう自身が自ら作り上げたキャラクターである。
  - ラッパーで帰国子女である。
  - 語尾に「YO！」をつけるのが特徴である。
- 小木さん
  - 小森さんに続く小林ゆうのキャラクター。
  - 出身は名古屋。草原育ちである。
- タンク君
  - 小木さんに続く小林ゆうのキャラクター。
  - 元気な少年キャラであったが、途中で年齢的に成長し、礼儀正しい好少年となった。
  - 名前の由来は戦車からだが、タンクトップからと誤解されていた。
  - 本編では告知コーナー（探偵団調査報告会）で登場する。
- ポンプちゃん
  - 片岡あづさのキャラクター。
  - タンク君の恋人。
  - タンク君同様、本編では告知コーナーで登場する。

## ラジオCD
コナミデジタルエンタテインメントから「ラジオCD」として、2007年9月27日に第1回から第13回までの放送を収録した「ゴスロリ少女探偵団 ラジオ日誌 Vol.1」、2007年12月21日に第14回から第26回までを収録した「ゴスロリ少女探偵団 ラジオ日誌 Vol.2」、2008年3月26日に第27回から最終回までを収録した「ゴスロリ少女探偵団 ラジオ日誌 Vol.3」が発売。
Vol.1のCDジャケットには「白藤菜月」、Vol.2には「聖三咲」、Vol.3には「葉山小十乃」が描かれている。